# Turanica haeretica
Turanica haeretica är en fjärilsart som beskrevs av Rudolf Püngeler 1902. Turanica haeretica ingår i släktet Turanica och familjen nattflyn. Inga underarter finns listade i Catalogue of Life.